# Obermain Therme
Die Obermain Therme (auch Obermaintherme) ist ein Thermalsolbad mit Saunabereich in Bad Staffelstein in Oberfranken. Die Anlage wurde 1986 eröffnet.

## Entstehungsgeschichte
Die Stadt Staffelstein führte 1975 die erste Bohrung durch. In 1600 Meter Tiefe wurde Bayerns wärmste und stärkste Thermalsole mit einer Austrittstemperatur von 52 °C und einer neunprozentigen Mineralisierung entdeckt. Vom 1. Oktober 1976 bis 15. Dezember 1985 entwickelte sich in einem Provisorium der erste Badebetrieb mit 854.000 Badegästen in diesem Zeitraum. 1979 entstand der Zweckverband Thermalsolbad Staffelstein. Träger sind mit je 50 % Anteil der Landkreis Lichtenfels und die Stadt Staffelstein. Am 30. Dezember 1985 wurde die Obermain Therme eingeweiht und am 2. Januar 1986 das Thermalsolbad für Badegäste geöffnet. Im Januar 1988 konnte der millionste Badegast begrüßt werden. Im Juli 1989 wurde das Kurmittelhaus der Obermain Therme eröffnet, das klassische Therapien anbietet. 1992 wurde der erweiterte Außenbereich der Therme eröffnet. 1993 folgte eine zweite erfolgreiche Bohrung bis in 1180 m Tiefe. Die Wassertemperatur der Sole beträgt 53 °C, die Mineralisierung 12 %. 1994 wurde das Bad erneut erweitert und es entstand die Saunaanlage. 1999 wurde der Kurpark mit Gradierwerk für die Öffentlichkeit geöffnet, 2004 und zehn Jahre später, 2014, der Saunabereich erweitert. 2015 wurde ein Wohnmobilplatz an der Obermain Therme eröffnet. Seit 2016 wurden einige Bereiche der Therme saniert und wieder in Betrieb genommen.
Die Obermain Therme ist in die Bereiche Therme, Sauna, Wellness-Bereich und Kurmittelhaus für therapeutische Anwendungen gegliedert. Die Becken der Anlage erstrecken sich über 1600 Quadratmeter, die Saunalandschaft über mehr als 15.000 Quadratmeter. Es gibt zwei gastronomische Bereiche sowie zwei Bars. Zudem finden in der Therme Veranstaltungen, Themenabende und Gesundheitswochen statt.
Die Wärmeversorgung erfolgt über eine eigene Biomasse-Heizanlage.